# Câmpulung
Câmpulung (dříve Cîmpulung nebo Dlăgopole) je rumunské město v župě Argeș, nacházející se v Karpatech mezi městy Brašov a Pitești. Ve městě je přes dvacet kostelů, klášter a katedrála, obě údajně založil ve 13. století legendární zakladatel rumunského státu kníže Radu Negru. Jde o jedno z nejstarších městských osídlení ve Valašsku; nejstarší doklad o jeho existenci je už z roku 1300. Na jeho rozvoji měla velký podíl saská kolonizace. Bylo prvním hlavním městem rumunského státu, dokud ho ve 14. století nevystřídala Curtea de Argeș. Město je zmíněno v nejstarším dochovaném rumunsky psaném dokumentu, Neacșově dopisu z roku 1521 (je zde označováno slovansky jako Dlăgopole). Poblíž města jsou zbytky římského tábora.
V letech 1957–2003 se zde vyráběly terénní automobily značky ARO.
V roce 2011 mělo město 30 000 obyvatel.